# Аномалия (группа)
Аномалия — музыкальная рок-группа, основанная с 2003 году в городе Астане, Казахстан. На сегодняшний день коллектив базируется в Москве. Группа играет в стиле поп-рок и софт-рок. Главное действующее лицо музыкальной группы — Юлия Сёмина, вокалистка, автор музыки и текстов всех песен.

## История
Группа «Аномалия» была основана в 2003 году в столице Казахстана Астане. Почти сразу группа приобрела известность на казахстанской сцене. Песни попали в ротацию на главные казахстанские радиостанции. В октябре 2004 года в Астане, при поддержке компании «Меломан», группа презентовала дебютный альбом «Радости крики». В 2005 году группа выступила на фестивале «Нашествие 130» в г. Алматы. Летом 2006 года группа провела гастрольный тур по городам Казахстана совместно с российской группой «Ночные Снайперы».
Известность в России группа приобрела после участия в фестивалях «Нашествие» (2006) и «Мегадрайв» (2006, 2007). В 2006 году Владимир Шахрин («Чайф») в своей книге «Открытые Файлы» упоминает об «Аномалии», как об одной из немногих интересных «молодых групп».
В 2007 году при поддержке компании «Мегалайнер» состоялся российский релиз дебютного альбома «Радости крики». Тогда же солистка группы Юлия Сёмина перебралась в Москву, где собрала новый состав музыкантов. Песни с альбома попали в ротацию на радиостанции «Серебряный Дождь», «Наше радио», клипы на песни «Милый», «Жёлтая» начали крутить на музыкальных телеканалах «Муз-ТВ», «О2ТВ», «A-One». Сингл «Ветер» на протяжении нескольких недель держался в главном российском хит-параде рок-музыки «Чартова Дюжина».
По итогам 2007 года группа «Аномалия» была удостоена звания лауреата Казахстанской независимой общественной премии «Тарлан» — «Новое Имя — Надежда» в номинации «Музыка» как музыканты, успешно представляющие Казахстан на российской эстраде.
Группа начала активно выступать в Москве и Санкт-Петербурге, но из-за плотного учебного графика в 2008 году Юлия была вынуждена уйти в творческий отпуск, периодически давая концерты в России и Казахстане.
22 августа 2010 года состоялась премьера нового сингла «Поезда», песня попала в ротацию казахстанских радиостанций «Деловая волна» и «Tengri FM».
В конце 2011 года в группе происходит смена состава — к Юлии Сёминой присоединились Алексей Маслаков, Всеволод Иванов, Игорь Никифоров. Группа «Аномалия» объявила о своем возвращении концертом в московском клубе «SQUAT». В 2012 году группа приняла участие в международном музыкальном фестивале «Рок-Холмы» (Брянская область).
8 марта 2013 года группа представила новый сингл «Не возвращайся». Песня стала первым релизом после смены состава музыкантов.
В июне 2018 года после долгого перерыва состоялась премьера нового сингла «Меланхолия» с предстоящего второго альбома группы.
1 января 2019 года группа представила в сети сингл «Девочка» с готовящегося нового альбома.
25 апреля 2019 года на стриминговых сервисах был представлен второй студийный альбом группы — «Я умею ждать». Презентация альбома состоялась 5 мая 2019 года в клубе «The Bus» (г.Астана).
В мае 2021 года группа представила на своем YouTube-канале live-версию новой песни «Молитва».
Осенью 2023 года состоялся акустический тур Юлии Сёминой по городам Казахстана.
10 июня 2024 года группа представила на стриминговых платформах акустический сингл «Новое лето».

## Состав
Текущие участники
- Юлия Сёмина — вокал, гитара (2003 — н.в.)
- Всеволод Иванов — бас-гитара (2012 — н.в.)
- Алексей Маслаков — гитара (2012 — н.в.)
- Игорь Никифоров — барабаны (2012 — н.в.)

Бывшие участники
- Павел Савинкин — основатель, директор, продюсер (2003—2011)
- Людмила Сёмина – вокал (2003)
- Ринат Ахметвалиев — гитара (2003—2007, 2010—2011)
- Сергей Максименко — бас—гитара (2003—2007)
- Дмитрий Заец — клавиши (2003—2007)
- Павел Вильгельм — барабаны (2003—2007)
- Евгений Федоренко — гитара (2007—2008)
- Денис Кшнясев — барабаны (2007—2008)
- Роман Алешков — бас—гитара (2007—2008)
- Владимир Дебура — бас—гитара (2005, 2010—2011)
- Мурат Омаров — барабаны (2010—2011)

## Дискография

### Альбомы
- 2004* — «Радости крики»
- 2019 — «Я умею ждать»

* Переиздан в России в 2007 году

### Синглы
- 2008 — «Акустика» (EP)
- 2010 — «Поезда»
- 2013 — «Не возвращайся»
- 2018 — «Меланхолия»
- 2019 — «Девочка»
- 2024 — «Новое лето» (акустика)

## Видео
- «Жёлтая» (2004)
- «Милый» (2007)
- «Влюбляюсь» (2009)
- «Нежность (live)» (2013)
- «Молитва (live)» (2021)
- «Новое лето (acoustic live)» (2024)

## Награды
- 2006, 2007 — Лауреат Первой Казахстанской Национальной премии в области популярной музыки «Музыкальная фишка»[13]
- 2007 — Лауреат Казахстанской независимой общественной премии «Тарлан» — «Новое Имя — Надежда» в номинации «Музыка»[6]

## Участие в фестивалях
- 2004 — «Нашествие 130 (Казахстан)» (Алматы)
- 2006 — «Нашествие 2006» (Рязань)
- 2006 — «Мегадрайв» (Мегион)
- 2007 — «Мегадрайв» (Мегион)
- 2012 — «Рок-холмы» (Брянск)
- 2018 — «HARLEY DAYS» (Санкт-Петербург)